# فرانك تود
فرانك تود (بالإنجليزية: Frank Todd)‏ هو لاعب كرة قاعدة أمريكي، ولد في 18 أكتوبر 1869 في أبردين في الولايات المتحدة، وتوفي في 11 أغسطس 1919 في هافر دي غريس في الولايات المتحدة.

## وصلات خارجية
- فرانك تود على موقعبيزبول رفرنس.كوم (الدوري الرئيسي) (الإنجليزية)
- فرانك تود على موقعبيزبول رفرنس.كوم (الدوري الثانوي) (الإنجليزية)